# Prosheliomyia formosensis
Prosheliomyia formosensis är en tvåvingeart som först beskrevs av Townsend 1927.  Prosheliomyia formosensis ingår i släktet Prosheliomyia och familjen parasitflugor.
Artens utbredningsområde är Taiwan. Inga underarter finns listade i Catalogue of Life.